# Nkol-Ndongo
 (mai 2022).
La mise en forme du texte ne suit pas les recommandations de Wikipédia : il faut le « wikifier ».
Les points d'amélioration suivants sont les cas les plus fréquents :
- Les titres sont pré-formatés par le logiciel. Ils ne sont ni en capitales, ni en gras.
- Le texte ne doit pas être écrit en capitales (les noms de famille non plus), ni en gras, ni en italique, ni en « petit »…
- Le gras n'est utilisé que pour surligner le titre de l'article dans l'introduction, une seule fois.
- L'italique est rarement utilisé : mots en langue étrangère, titres d'œuvres, noms de bateaux, etc.
- Les citations ne sont pas en italique mais en corps de texte normal. Elles sont entourées par des guillemets français : « et ».
- Les listes à puces sont à éviter, des paragraphes rédigés étant largement préférés. Les tableaux sont à réserver à la présentation de données structurées (résultats, etc.).
- Les appels de note de bas de page (petits chiffres en exposant, introduits par l'outil «  Source ») sont à placer entre la fin de phrase et le point final[comme ça].
- Les liens internes (vers d'autres articles de Wikipédia) sont à choisir avec parcimonie. Créez des liens vers des articles approfondissant le sujet. Les termes génériques sans rapport avec le sujet sont à éviter, ainsi que les répétitions de liens vers un même terme.
- Les liens externes sont à placer uniquement dans une section « Liens externes », à la fin de l'article. Ces liens sont à choisir avec parcimonie suivant les règles définies. Si un lien sert de source à l'article, son insertion dans le texte est à faire par les notes de bas de page.
- La présentation des références doit suivre les conventions bibliographiques. Il est recommandé d'utiliser les modèles {{Ouvrage}}, {{Chapitre}}, {{Article}}, {{Lien web}} et/ou {{Bibliographie}}. Le mode d'édition visuel peut mettre en forme automatiquement les références.
- Insérer une infobox (cadre d'informations à droite) n'est pas obligatoire pour parachever la mise en page.

Pour une aide détaillée, merci de consulter Aide:Wikification.
Si vous pensez que ces points ont été résolus, vous pouvez retirer ce bandeau et améliorer la mise en forme d'un autre article.
Nkol-Ndongo encore appelé Nkum Akag est un quartier de la ville de Yaoundé, capitale du Cameroun, situé dans l'arrondissement de Yaoundé IV⁣⁣, ⁣ subdivision de la Communauté Urbaine de Yaoundé.

## Histoire
Nkol-Ndongo, en langue ewondo, est formé de deux termes «Nkol» signifiant colline ou ravin et «ndongo» fait reférence à un rite de sanation et purification réservé aux femmes. Selon l'Abbé Pierre Mviena Obama, prêtre catholique, ce rite était programmé lorsqu'un ou plusieurs membres de la communauté commettaient des souillures.

## Géographie
Le Quartier Nkol-Ndongo est délimité par les quartiers Mvog-Ada, Anguissa, Mvog-Mbi, et Kondengui.

## Éducation
Nkol-Ndongo comprend plusieurs établissements publics et privés destinés à l'éducation et la formation des membres de sa communauté.
- Lycée de Nkol-Ndongo
- Écoles publiques 1 et 2 de Nkolndongo

## Santé
- Hôpital de la CASS Centre d'animation sociale et sanitaire,
- Clinique Bon Pasteur
-Pharmacie Nkol-Ndongo

## Lieux de culte
- Paroisse Saint Charles Lwanga de Nkol-Ndongo,
- Paroisse EEC Église Evangelique du Cameroun
- Église Presbyterienne Reformée

## Lieux populaires
- Marché de Nkol-Ndongo
- Carrefour Iptech
- Banque
- Le club de Football Canon Sportif de Yaoundé